# 인제 (일본)
인제(일본어: 人制 ひとせい[*])는 6세기 일본의 야마토 왕권 시대에 존재했다고 여겨지는, 관인(官人) 제도의 원형이 되는 조직이다.